# Bronisław Chodorowski
Bronisław Chodorowski (ur. 14 grudnia 1896 w Knyszynie, zm. 16-19 kwietnia 1940 w Katyniu) – porucznik lekarz weterynarii rezerwy Wojska Polskiego, ofiara zbrodni katyńskiej.

## Życiorys
Urodził się w rodzinie Wincentego i Marii z Citkowskich. miał czworo rodzeństwa, m.in. był starszym bratem Józefa (1907–1940), lekarza medycyny, który także został zamordowany w Katyniu. Ukończył gimnazjum w Grodnie, po zdaniu egzaminu dojrzałości wyjechał do Kazania, gdzie studiował w Instytucie Weterynarii. W 1919 przerwał naukę i wstąpił do Wojska Polskiego. Pełnił służbę w placówkach weterynaryjnych na froncie. W nagłych przypadkach udzielał pomocy rannym żołnierzom. Za odwagę i męstwo został odznaczony Krzyżem Walecznych. 8 stycznia 1924 został zatwierdzony w stopniu podporucznika ze starszeństwem z 1 czerwca 1919 i 22. lokatą w korpusie oficerów weterynaryjnych rezerwy, grupa lekarzy weterynarii. Posiadał przydział w rezerwie do Kadry Okręgowego Szpitala Koni nr 9 w Brześciu nad Bugiem
Po zakończeniu wojny powrócił do rodzinnego Knyszyna, gdzie rozpoczął pracę nauczyciela w szkole powszechnej. Wkrótce wyjechał do Lwowa, gdzie studiował na Akademii Medycyny Weterynaryjnej, podczas studiów był członkiem rzeczywistym korporacji akademickiej Lutyco-Venedya. W 1922 uzyskał dyplom lekarza weterynaryjnego, a następnie pracował jako lekarz powiatowy służby weterynaryjnej w Święcianach. Na stopień porucznika został mianowany ze starszeństwem z 1 stycznia 1935 i 4. lokatą w korpusie oficerów rezerwy weterynaryjnych, grupa lekarzy. 
W sierpniu 1939, przed wybuchem II wojny światowej, został zmobilizowany i skierowany do Baranowicz. W czasie kampanii wrześniowej 1939, po agresji ZSRR na Polskę, w nieznanych okolicznościach dostał się do niewoli sowieckiej. Przebywał w obozie jenieckim w Kozielsku. Między 16 a 19 kwietnia 1940 został zamordowany przez funkcjonariuszy NKWD w Katyniu i tam pogrzebany w bezimiennej mogile zbiorowej, gdzie od 28 lipca 2000 mieści się oficjalnie Polski Cmentarz Wojenny w Katyniu. W miejscu tym prowadzone były ekshumacje  i prace archeologiczne, jednak w 1943 podczas ekshumacji prowadzonej przez Niemców nie został zidentyfikowany. Odnaleziono natomiast ciało jego brata Józefa Chodorowskiego w mundurze (dosł. określony jako Chodorowski Josef pod numerem 3572 ). Bronisław Chodorowski figuruje na liście NKWD nr 029/2 z kwietnia 1940, poz. 40.
5 października 2007 minister obrony narodowej Aleksander Szczygło mianował go pośmiertnie na stopień porucznika (sic!). Awans został ogłoszony 9 listopada 2007 w Warszawie, w trakcie uroczystości „Katyń Pamiętamy – Uczcijmy Pamięć Bohaterów”.
W 1936 ożenił się z Wandą Parfianowicz (1907–1993), z którą miał syna Zygmunta (1938–2018) – profesora zwyczajnego medycyny. W 1940 zostali oni wywiezieni na Syberię, skąd powrócili do Polski w 1946.

## Upamiętnienie
26 kwietnia 2015, z inicjatywy Knyszyńskiego Towarzystwa Regionalnego im. Zygmunta Augusta, na placu im. Jana Pawła II w Knyszynie został odsłonięty pomnik, ku czci wszystkich knyszyńskich ofiar hitlerowskiego i stalinowskiego terroru, m.in. Bronisława i Józefa Chodorowskich.
13 kwietnia 2016, w ramach akcji „Katyń... pamiętamy” / „Katyń... Ocalić od zapomnienia”, w ogrodzie Pałacu Prezydenckiego został zasadzony Dąb Pamięci poświęconego wszystkim Ofiarom Zbrodni Katyńskiej, certyfikat z numerem 1.